# VESA
VESA (Video Electronics Standards Association) este o asociație internațională fondată de NEC Corporation în anul 1989, care definește standarde video și standardizează anumite componente din acest domeniu. Scopul inițial a fost depășirea standardului VGA (Video Graphics Array) cu rezoluție 640x480 și promovarea unui nou standard SVGA (Super VGA) cu rezoluție 800x600. Dezvoltarea standardului SVGA a fost impusă de apariția noului concept Windows Graphical User Interface, care a dus la creșterea cerințelor pentru plăcile video. 
Standardul VESA a ales ca etalon magistrala locală a microprocesorului Intel 80486. S-a realizat astfel magistrala VESA Local Bus pe 32-bit, conectorii folosiți fiind aceiași ca cei utilizați pentru magistrala MCA. 
De atunci, VESA a realizat mai multe standarde legate de funcționalitățile video pentru calculatoare compatibile IBM, cum ar fi monitoarele (diagonală, rata de reîmprospătare a imaginii, caracteristicile frecvenței, transmisiei și sincronizării imaginii), magistrala și conectorii ce atașau echipamente periferice.
Începând din august 2018, VESA include mai mult de 300 de companii membre. 
Este considerată una dintre cele mai mari organizații de standardizare industrială. 

## Standarde VESA
Standarde vechi
- VFC (VESA Feature Connector): conector de 8-bit aflat pe plăcile video de la sfârșitul anilor ‘80
- VAFC (VESA Advanced Feature Connector): nouă versiune a conectorului anterior de 16 și 32 bit al standardului utilizat la începutul anilor ‘90
- VESA Local Bus (VLB): primul exemplu de conector de magistrală de pe un PC dedicat plăcilor video, precursor al AGP. A existat în paralel cu magistrala ISA,  a fost cel mai răspândit model de magistrală locală
- VESA VGA BIOS Extensions (VBE): utilizat pe computere vechi pentru a permite o rezoluție și adâncime de culoare mai mari
- VESA Enhanced Video Connector (VEVC): standard pentru reducerea cablurilor de conectare.

Standarde actuale

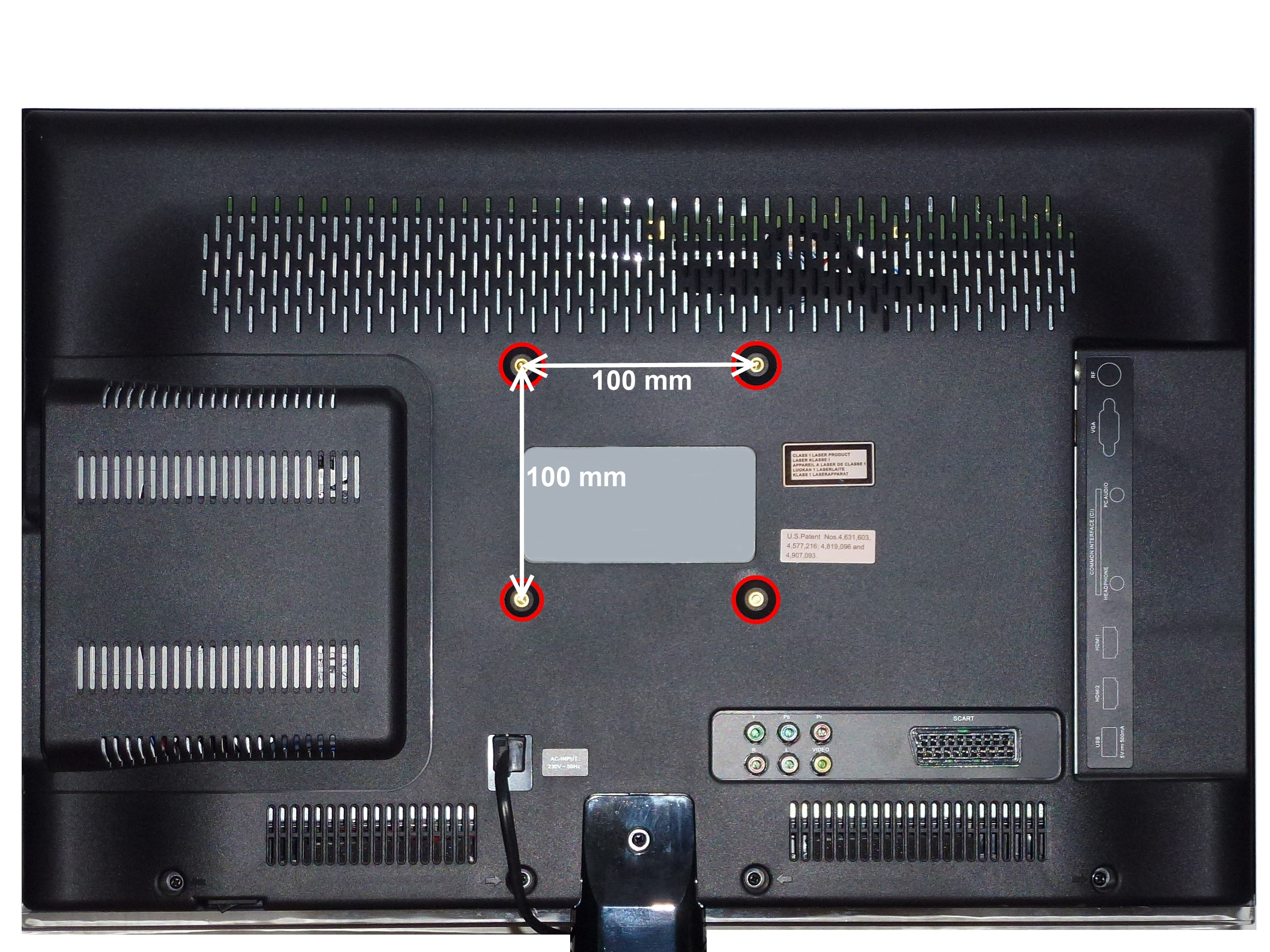
Sistem de fixare TV LCD conform standardului VESA MIS-D 100 C

- VESA Video Interface Port (VIP): standard video digital
- VESA BIOS Extensions (VBE): permite utilizarea modurilor video de înaltă rezoluție și a culorilor bogate, printr-o interfață software comună tuturor plăcilor grafice compatibile
- Display Data Channel (DDC): permite unui monitor să se identifice cu placa video la care este conectat prin formatele de date EDID, DPMS etc
- Monitor Control Command Set (MCCS): protocol de mesaje pentru controlul parametrilor de afișare precum luminozitate, contrast și orientarea afișajului de pe dispozitivul gazdă
- VESA Display Power Management Signaling (DPMS): permite interogarea monitoarelor cu privire la tipurile de moduri de economisire a energiei pe care le acceptă
- VESA Display Power Management Signaling: permite monitoarelor să se oprească automat economisind energie atunci când nu sunt utilizate
- DisplayID: format de date de identificare a afișajului, care înlocuiește E-EDID
- Digital Packet Video Link (DPVL): actualizarea afișajului numai pe anumite părți ale ecranului
- Flat Panel Display Interface (FPDI): standard de date și sursă de alimentare pentru ecrane plate
- Flat Display Mounting Interface (FDMI): montare mecanică a ecranelor plate pe un suport de perete (VESA MIS)[3] [4]
- Generalized Timing Formula (GTF): metodă de generare a sincronizării afișajului, înlocuită de Coordinated Video Timings (CVT)
- VESA Video Interface Port  (VIP) și standardul DisplayPort (DP): standarde de interfață video digitală
- DisplayHDR: standard pentru simplificarea specificațiilor HDR (High Dynamic Range Video).